# Ivan Scheffler
Ivan Scheffler (Kálmánd, 29. listopada 1887. – Bukurešt, 6. prosinca 1952.), rumunjski biskup njemačkog podrijetla i blaženik.

## Životopis
Rođen je 29. listopada 1887. u Caminu, danas Rumunjska  (tada Mađarska). Za svećenika je zaređen 1910. godine. Ivan Scheffler je 1942. imenovan biskupom biskupije Satu Mare u kojoj je i rođen. Imenovan je 1948. i velikovaradinskim biskupom. Nakon završetka Drugog svjetskog rata krenuo je progon katolika te se od njih zahtijevao prelazak na pravoslavlje.
Žestoko se suprotstavljajući, komunističke vlasti su uhitile biskupa 23. svibnja 1950. U zatvoru mu je ponuđeno mjesto rumunjskog patrijarha ako prijeđe u Pravoslavnu Crkvu. Nakon što je to odbio, osuđen je na zatvor. Tamo je podvrgnut prisilnim radovima te je bio ponižavan i mučen. Preminuo je 6. prosinca 1952. u zatvoru u Bukureštu. Blaženim ga je 3. srpnja 2011. proglasio papa Benedikt XVI.